# 源仲家
源 仲家（みなもと の なかいえ）は、平安時代末期の河内源氏の武将。八条院蔵人。帯刀先生・源義賢の嫡男。源義仲（木曾義仲）の異母兄。源頼朝・義経の従兄弟にあたる。
久寿2年（1155年）、父・義賢が大蔵合戦で甥の源義平に襲撃され戦死すると、父と共に大蔵にいた2歳の異母弟・駒王丸（義仲）は逃れて木曽中原氏に庇護される。母と共に京にいたと思われる仲家は摂津源氏の源頼政に保護され、その養子となって京で成長した。朝廷の官職として八条院蔵人をつとめていた。ただし『平家物語』は六条院蔵人としている。
治承4年（1180年）5月、以仁王と養父・頼政による挙兵計画が露見して、仁和寺にこもった際に、嫡男の仲光とともに馳せ参じた。のち以仁王らと奈良へ向かったが、5月17日、宇治平等院のあたりで平家の追討軍に追いつかれて仲光ともども戦死した。